# Big Thunder
Il Big Thunder era un trampolino situato a Thunder Bay, in Canada. È in disuso dal 1995.

## Storia
Inaugurato nel 1970, l'impianto ha ospitato numerose gare di Coppa del Mondo di combinata nordica e di Coppa del Mondo di salto con gli sci, oltre alle gare dei Campionati mondiali di sci nordico 1995. Dopo la rassegna iridata non è più stato utilizzato ed è via di smantellamento definitivo, con la riforestazione dell'area in cui sorge.

## Caratteristiche
Il trampolino lungo aveva un punto K 120; il primato di distanza, 137 m, è stato stabilito dal norvegese Tommy Ingebrigtsen nel 1995. Il trampolino normale aveva un punto K 90; il primato di distanza, 108 m, è stato stabilito dal giapponese Takanobu Okabe nel 1995. Il complesso include anche altri salti minori (K64 e K37).